# Sierra Blanca (Texas)
Sierra Blanca è un census-designated place (CDP) degli Stati Uniti d'America e capoluogo della contea di Hudspeth nello Stato del Texas. La popolazione era di 553 abitanti al censimento del 2010. La cittadina fa parte della regione Trans-Pecos del lontano Texas occidentale. La cittadina si trova a nord-est dal confine messicano e si trova all'interno della Mountain Time Zone.
La cittadina fu fondata nel 1881 nel punto di completamento di una ferrovia transcontinentale meridionale da lungo tempo ricercata. Sierra Blanca è servita dallo snodo delle ferrovie della Southern Pacific e Missouri Pacific. La contea di Hudspeth è stata organizzata nel 1917 per distacco dalla contea di El Paso. Sierra Blanca fu nominata capoluogo della contea e ha l'unico tribunale in adobe nello stato del Texas.
La cittadina continua ad accogliere i viaggiatori lungo la Interstate 10 tra Van Horn ed El Paso, che è la strada principale che collega il Texas da ovest a est. La cittadina prese il nome dalle vicine Sierra Blanca Mountains, che a loro volta prendono il nome dai papaveri bianchi che vi crescevano (sierra blanca in spagnolo significa serra bianca).
Le lettere "SB" possono essere viste su una montagna vicina dalla Interstate 10.

## Geografia fisica
Sierra Blanca è situata a 31°10′55″N 105°20′27″W (31.182009, -105.340843).
Secondo lo United States Census Bureau, il CDP ha una superficie totale di 12,39 km², dei quali 12,32 km² di territorio e 0,06 km² di acque interne (0,52% del totale).

## Società

### Evoluzione demografica
Secondo il censimento del 2010, la popolazione era di 553 abitanti.

### Etnie e minoranze straniere
Secondo il censimento del 2010, la composizione etnica del CDP era formata dall'83,91% di bianchi, il 3,25% di afroamericani, il 3,44% di nativi americani, l'1,45% di asiatici, lo 0% di oceanici, il 5,61% di altre razze, e il 2,35% di due o più etnie. Ispanici o latinos di qualunque razza erano il 73,06% della popolazione.